# 松果蜥
松果蜥（學名：Tiliqua rugosa），又稱為松果尾石龍子，是一種棲息於澳洲，短尾且移動速度緩慢的藍舌蜥蜴。4種亞種中，有3種僅發現於西澳州，被當地人稱呼為「Bobtail」（意思為短尾巴）。另外常見的俗名為「Shingleback」（意思為礫石般的背部），通常用於稱呼唯一發現於澳洲東岸亞種東部松果蜥（T. rugosa asper）。
除了Bobtail及Shingleback之外，松果蜥在澳洲不同省分也有不同稱呼，包括「Stump-tailed skink」（短尾蜥蜴）、「Bogeye」、「Boggi」、「Pinecone lizard」（松果蜥，同中文名）及「Sleepy lizard」（疲倦蜥）。澳洲的努恩嘎族則稱呼松果蜥為「Yoorn」。
松果蜥具有粗厚的鱗片及多樣化的體色，包括深棕色至奶油色。牠們粗短的尾巴外型與頭部相似，用以困惑掠食者，同時尾巴也用來儲存脂肪，可於冬天寒化時消耗。松果蜥為雜食性，以蝸牛及植物組織為食，時常能於路旁或鋪砌區看到有個體在曬太陽。

## 分類學

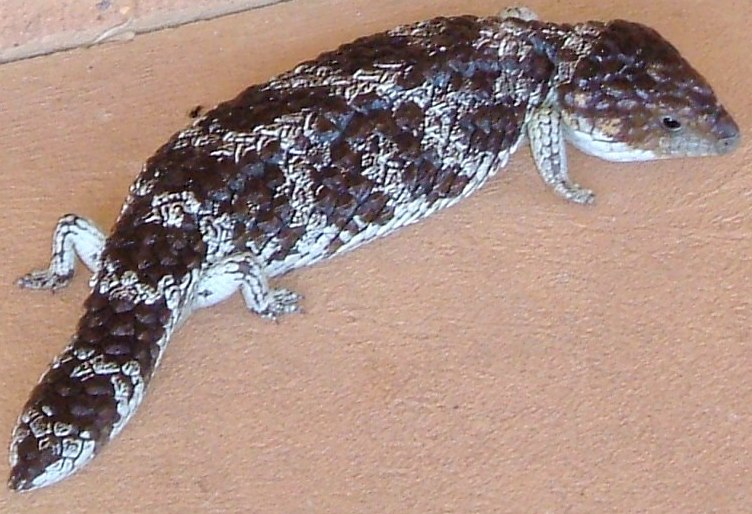
東部松果蜥

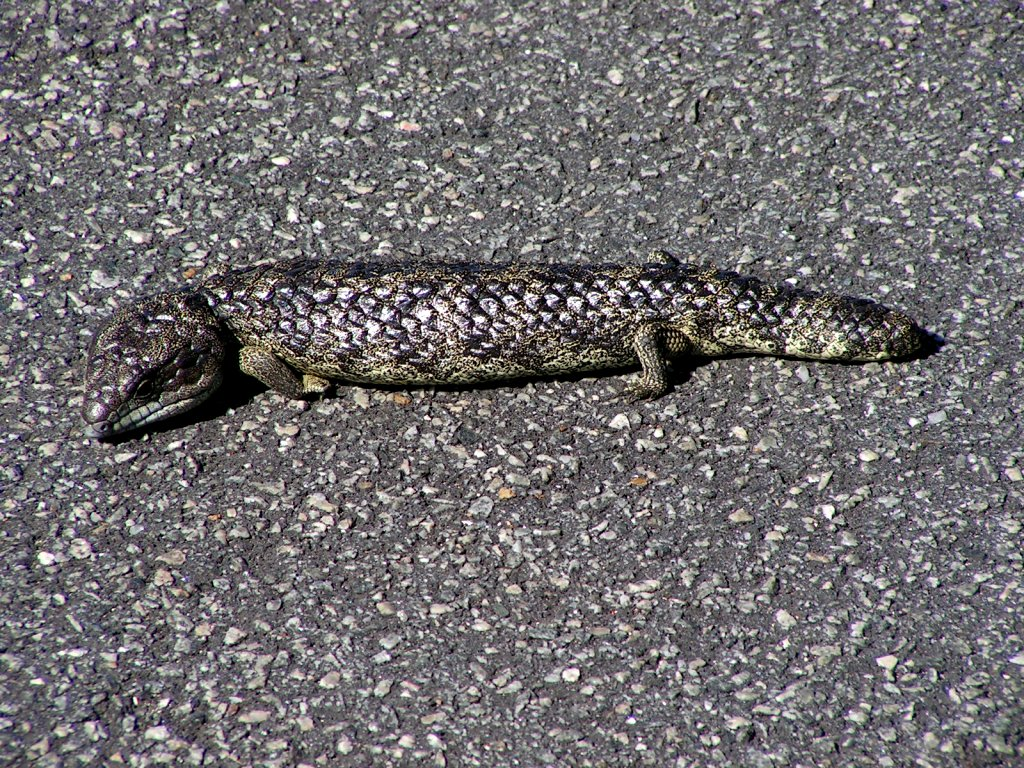
羅尼島松果蜥

松果蜥最早由約翰·愛德華·格雷於1825年以學名「Trachydosaurus rugosus」進行發表，不過現在已重新分類至巨柔蜥屬下並更改學名為「Tiliqua rugosa」。部分兩棲爬行動物學家認為松果蜥為所有蜥蜴中擁有最多俗名的物種。

## 亞種
目前已知松果蜥具有4種亞種：
- 松果蜥 T. r. rugosa：西澳州
- 東部松果蜥 T. r. asper[7]：澳洲東岸
- 羅尼島松果蜥 T. r. konowi[8]：西澳州羅特尼斯島
- 鯊灣松果蜥 T. r. palarra[9]：西澳州鯊魚灣

## 棲息與分布地
松果蜥廣泛分布於澳洲西南部乾旱或半乾旱地帶，範圍自鯊魚灣開始，橫跨大部分澳洲南部地區（包括沿岸），至東岸的昆士蘭為止，並包括羅特尼斯島。松果蜥也能於東岸的維多利亞省、新南威爾斯州發現，但棲息地區不包括沿岸地區。
松果蜥棲息的環境包括疏灌叢、荒漠草原及沙丘。牠們偏好於開闊地帶曬太陽，常出沒於路旁或無植被的地區發現。單一個體的領地範圍約為4公頃，一天可移動約500（1,600英尺）。

## 描述

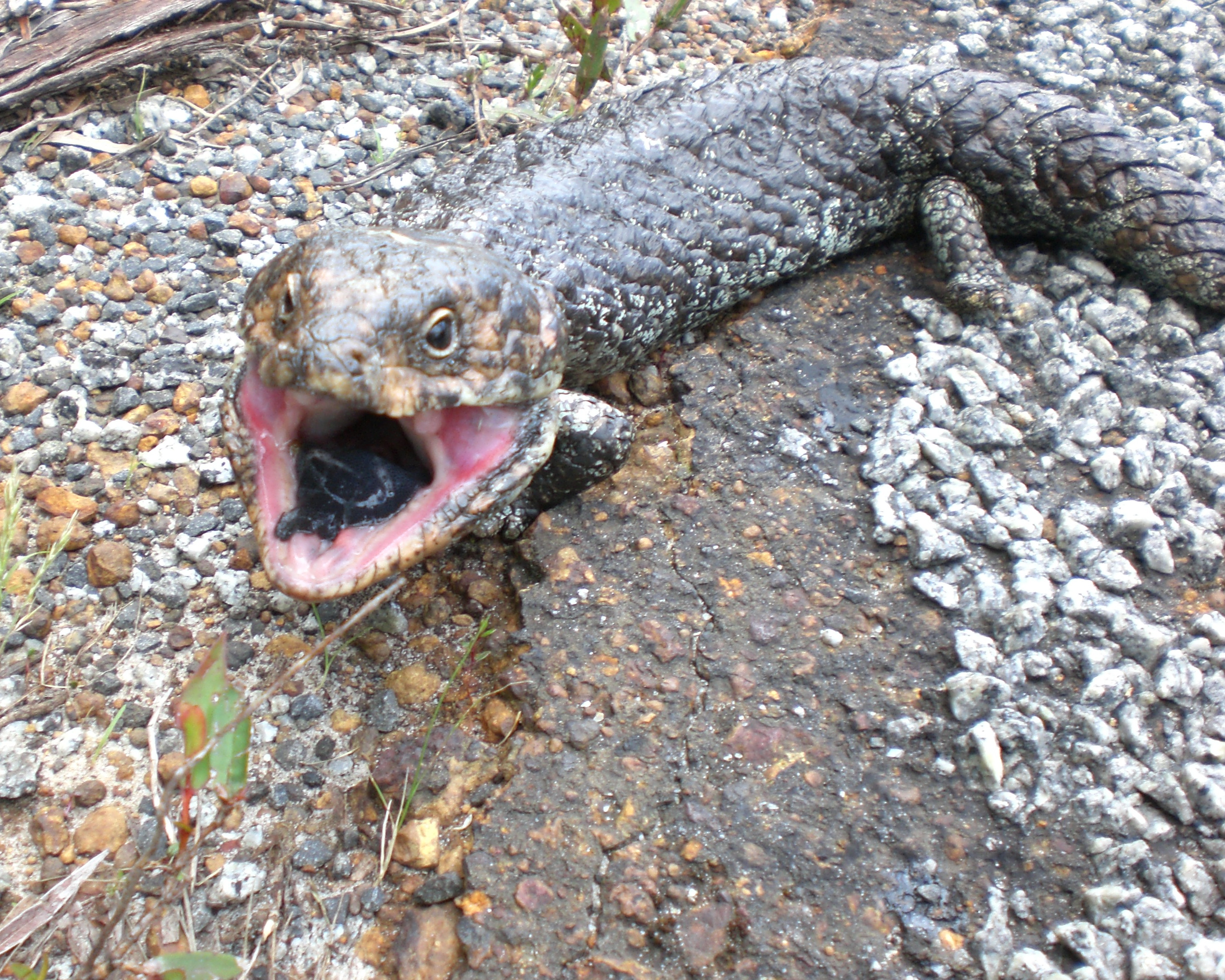
威嚇行為

松果蜥具有粗厚的鱗片及多樣化的體色，包括深棕色至奶油色；吻肛長（吻端至肛門直線距離）為260至310 mm（10至12英寸）；比起同體長的蜥蜴，具有明顯更為粗壯的軀幹。

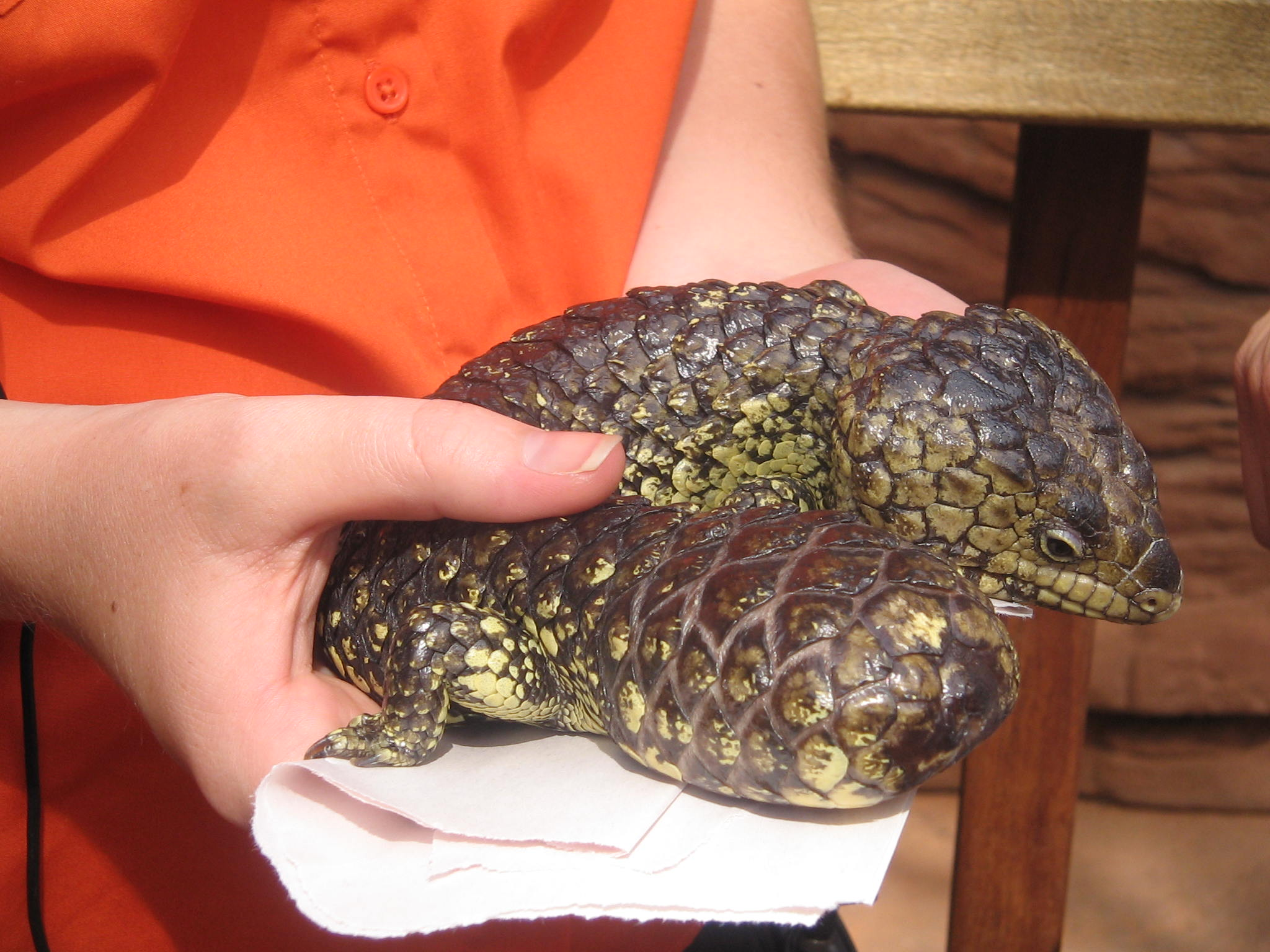
松果蜥

松果蜥具有三角形的頭部以及亮藍色的舌頭，其粗短的尾部形狀與頭部相似，可以用來困惑掠食者，也因此有個俗名稱呼牠們為「two-headed skink」（意思為雙頭石龍子）。牠們的尾部也能用來儲存脂肪，於冬天寒化時提供能量。和其他石龍子不同的是，松果蜥並不具有自割行為且無法自行斷尾。
野生個體年齡可達50歲。

## 食性

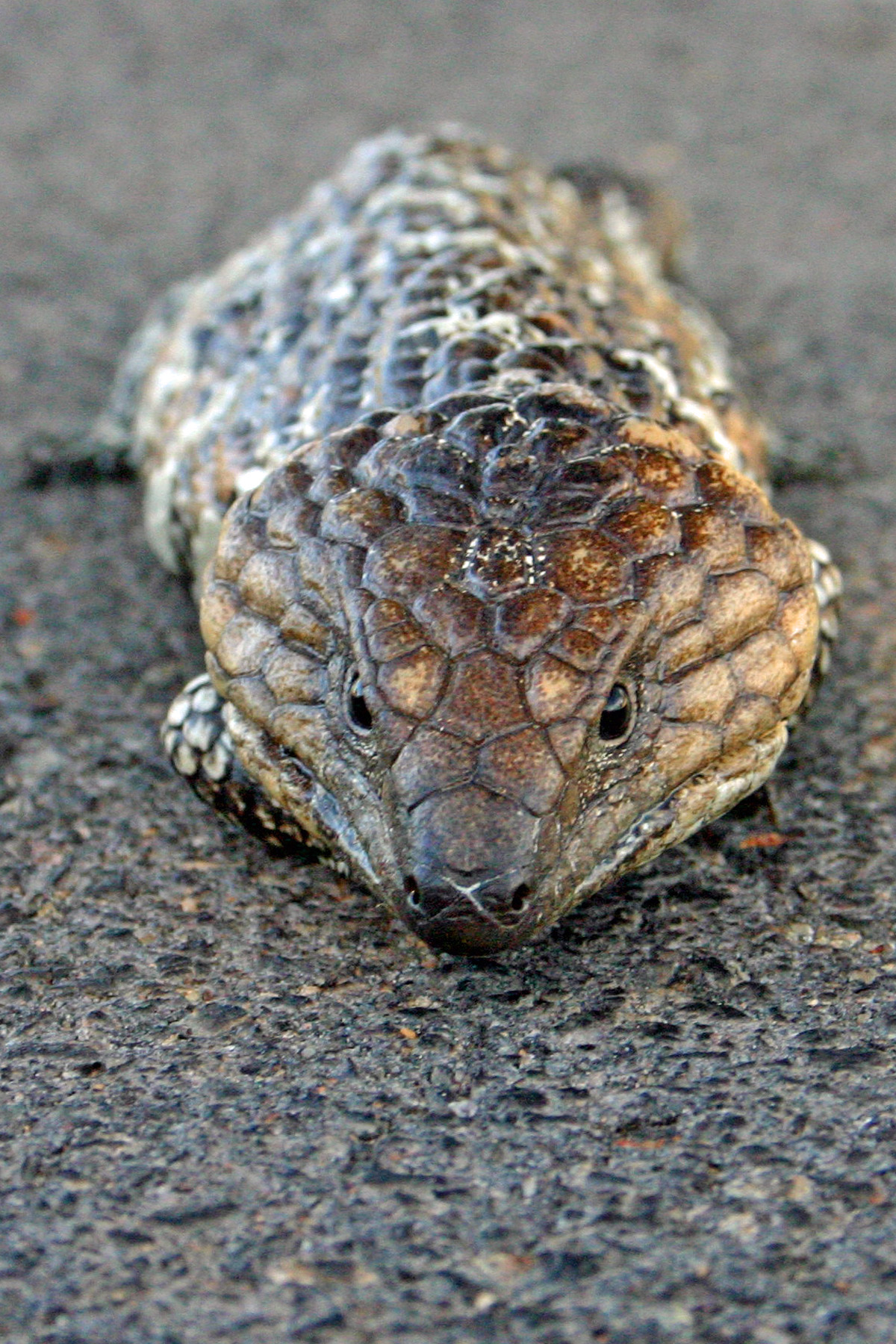
松果蜥正面

松果蜥為雜食動物，以蝸牛、昆蟲、腐肉、植物及花朵為食。主要的掠食者原本包括澳洲野犬、地氈蟒與澳洲原住民。如今主要的掠食者則來自野化動物，包括狐狸及貓。
松果蜥也會以人類的食物為食，例如香腸或是雞肉；另外也會以部分水果如香蕉、百香果為食。

## 人工飼養
松果蜥為十分常見的寵物蜥蝪，性格溫順且十分容易餵食與飼養。在某些地區飼養松果蜥會需要許可。

## 繁殖
松果蜥為胎生石龍子，一次可產下1-4隻幼體。繁殖季節為每年的九月至十一月，和其他蜥蜴不同的是，松果蜥採單配偶制，固定的雌雄個體每年會於繁殖季節時找到對方並進行交配，配偶關係可持續終身。
剛生下的幼體會吃下牠們的胞衣，牠們會跟隨父母數個月後才離開獨立生活(一出生已可獨自進食)，但是親子個體之間多半會繼續維持親密關係，形成松果蜥群落。
雄性個體在照顧子代時傾向於進食較少食物，並主要負責警戒周遭環境。

## 延伸閱讀
- Lysaght, Gary-Jon; Corvo, Shannon. . ABC News (Australian Broadcasting Corporation). 19 February 2020  [20 February 2020]. （原始内容存档于2020-04-05）.（英文）